# Zygomyia aino
Zygomyia aino är en tvåvingeart som beskrevs av Toyohi Okada 1939. Zygomyia aino ingår i släktet Zygomyia och familjen svampmyggor. Inga underarter finns listade i Catalogue of Life.